# Lassoing a Lion
Lassoing a Lion è un cortometraggio muto del 1915 diretto da Tom Santschi. Il regista riveste anche i panni del protagonista, affiancato da Bessie Eyton, Charles Wheelock e Lafe McKee.

## Trama
Simon Valjon vive in una fattoria sudafricana insieme alla bella moglie Mary. Benché lei non gli abbia mai dato motivo di dubitare di lei, Simon è un uomo straordinariamente geloso. Nella zona dove vivono, i dintorni sono infestati da bestie feroci, in particolare leoni. Un giorno, al ranch arriva Kimball, un pittore, che chiede ospitalità. Mentre lavora ai suoi schizzi, il suo atteggiamento nei riguardi di Mary viene frainteso da Simon, che crede che i due se la intendano. In assenza degli uomini, un leone predatore entra in casa, minacciando Mary. Le urla della donna fanno accorrere il marito, lo zio Paul e anche Kimball che, visto il pericolo che sta correndo Mary, si offre di fare da esca con il leone che alla fine viene preso con un lazo da Simon e dallo zio. Pentito della sua gelosia, Simon chiede scusa all'eroico artista che ha messo a suo rischio la vita per salvare quella di sua moglie.

## Produzione
Il film fu prodotto dalla Selig Polyscope Company. Fu uno dei numerosi film che il produttore William Nicholas Selig mise in cantiere per sfruttare il suo zoo di animali che usò sia per le proprie pellicole, sia dandoli in affitto ad altre case di produzione.

## Distribuzione
Distribuito dalla General Film Company, il film - un cortometraggio in una bobina - uscì nelle sale cinematografiche statunitensi il 2 gennaio 1915.